# いのちスケッチ
『いのちスケッチ』は、2019年公開の日本映画。主演は劇団EXILEの佐藤寛太で、監督は瀬木直貴。2019年11月8日に福岡県で先行公開され、11月15日より全国公開された。

## 概要
国内で初めて無麻酔採血に成功するなど、動物福祉に特化した動物園として世界からも注目されている福岡県大牟田市にある大牟田市動物園を舞台にしたヒューマンドラマ。大牟田市でロケが行われ、主演の佐藤寛太をはじめ、福岡県出身者が多数出演している。また、CGを使用することなく実際の本物の動物と間近で出演者たちがコミュニケーションを取りながら撮影された。
9月4日にYouTube上にて予告編が公開された。
10月31日に聖路加国際大学で完成披露試写会が行なわれ、瀬木と佐藤と藤本の3人が舞台挨拶で登壇した。
11月6日から20日にかけてイオンモール大牟田の1階にてパネル展が開催。撮影時のスチール写真やキャストが着用した衣装が展示された。
11月8日に福岡県で先行上映され、イオンモール大牟田にあるセントラルシネマ大牟田では初日で計916人が入場したことが発表された。なお、翌日には同場で舞台挨拶が行なわれた。12月17日時点でセントラルシネマ大牟田での観客動員数は2万人突破を記録した。

## あらすじ
福岡県大牟田市出身の青年・田中亮太は漫画家を目指して上京したが、仲間のデビューやバイト先の夜逃げにショックを受けて夢破れ、故郷に帰ってきた。しかし、親の反対を押し切っての上京だったため実家には戻れず、同級生の家に居候させてもらうことにする。そんなある日、亮太は友人から地元の延命動物園でのアルバイトを紹介される。亮太は園長の野田をはじめとする個性的な飼育員たちに戸惑いながら、黙々とアルバイトに励む。
ある日、亮太はアメリカの大学を卒業した優秀な獣医師の石井彩と知り合い、彼女からこの動物園が、高齢の動物にストレスをかけないなど、動物の健康と幸せを第一に考えた飼育を行う、世界でも珍しい「動物福祉」に力を入れている動物園であることを教えられる。しかし現在、市の予算縮小の方針により、園の運営は危機的状況におかれていた。
亮太が漫画家志望だったことを知った彩は、彼に園の取り組みを広く伝えるために漫画を描いて協力してほしいと頼み込む。最初は躊躇する亮太であったが、動物園の飼育員たちの熱心さや「動物福祉」の重要さに心打たれ、再びペンを握ることを決意する。

## キャスト
田中亮太
演 - 佐藤寛太
漫画家を志して上京したが、夢破れて福岡へ帰郷。友人である孝之に紹介されたことにより、延命動物園でのアルバイトを始めた。
石井彩
演 - 藤本泉
延命動物園の獣医師。アメリカの大学を卒業しており、引き抜きの話が絶えないほど優秀で、周囲からは「動物しか愛せない」と噂されている。
猿渡俊彦
演 - 芹澤興人
延命動物園の飼育員。
中島裕也
演 - 須藤蓮
延命動物園の飼育員。
松尾優香織
演 - 林田麻里
延命動物園の総務と広報を担当。妊娠しており、一時的に事務仕事を行なっている。
赤坂修
演 - 前野朋哉
亮太と共にプロの漫画家を目指している青年。
古賀孝之
演 - 塩野瑛久
亮太の友人。帰郷後より自宅に居候をしている亮太に、延命動物園のアルバイトを紹介した。
西野朝美
演 - 大原梓
彩の後任の獣医師。
西山千華
演 - 今田美桜（友情出演）
延命動物園に通っている動物好きの女性。
高遠武
演 - 風間トオル
東京時代に亮太がアルバイトで務めていたイベント会社の社長。
田中一平
演 - 高杢禎彦
亮太の父。「焼鳥二番」の大将。
田中寛子
演 - 浅田美代子
亮太の母。「焼鳥二番」の女将。
田中和子
演 - 渡辺美佐子
亮太の祖母。亮太が描く漫画を読む日を夢見ている。
認知症を患っている。
野田彰
演 - 武田鉄矢
延命動物園の園長。

## スタッフ
- 監督：瀬木直貴
- 脚本：作道雄
- エグゼクティブ・プロデューサー：中西康浩、吉村康祐、泉英次
- プロデューサー：内海直大、筒井卓也、宮崎逸郎、瀧川元気
- ラインプロデューサー：吉田悠里子
- 撮影：岡田賢三
- 音楽：高山英丈
- 主題歌：Insheart「瞳の中のあなた」
- 編集：別所順平
- 照明：岩丸晴一
- 録音：小清水健治
- 音響：田中俊
- 製作会社：「いのちスケッチ」製作委員会（電通、西日本新聞社、ブロードメディア・スタジオ、ソウルボート、九州朝日放送、RKB毎日放送、テレビ西日本、福岡放送、TVQ九州放送）（制作プロダクション：Studio-884.Pro）